# Vriesea saundersii
Vriesea saundersii är en gräsväxtart som först beskrevs av Élie Abel Carrière, och fick sitt nu gällande namn av Charles Jacques Édouard Morren. Vriesea saundersii ingår i släktet Vriesea och familjen Bromeliaceae. Inga underarter finns listade i Catalogue of Life.

## Bildgalleri

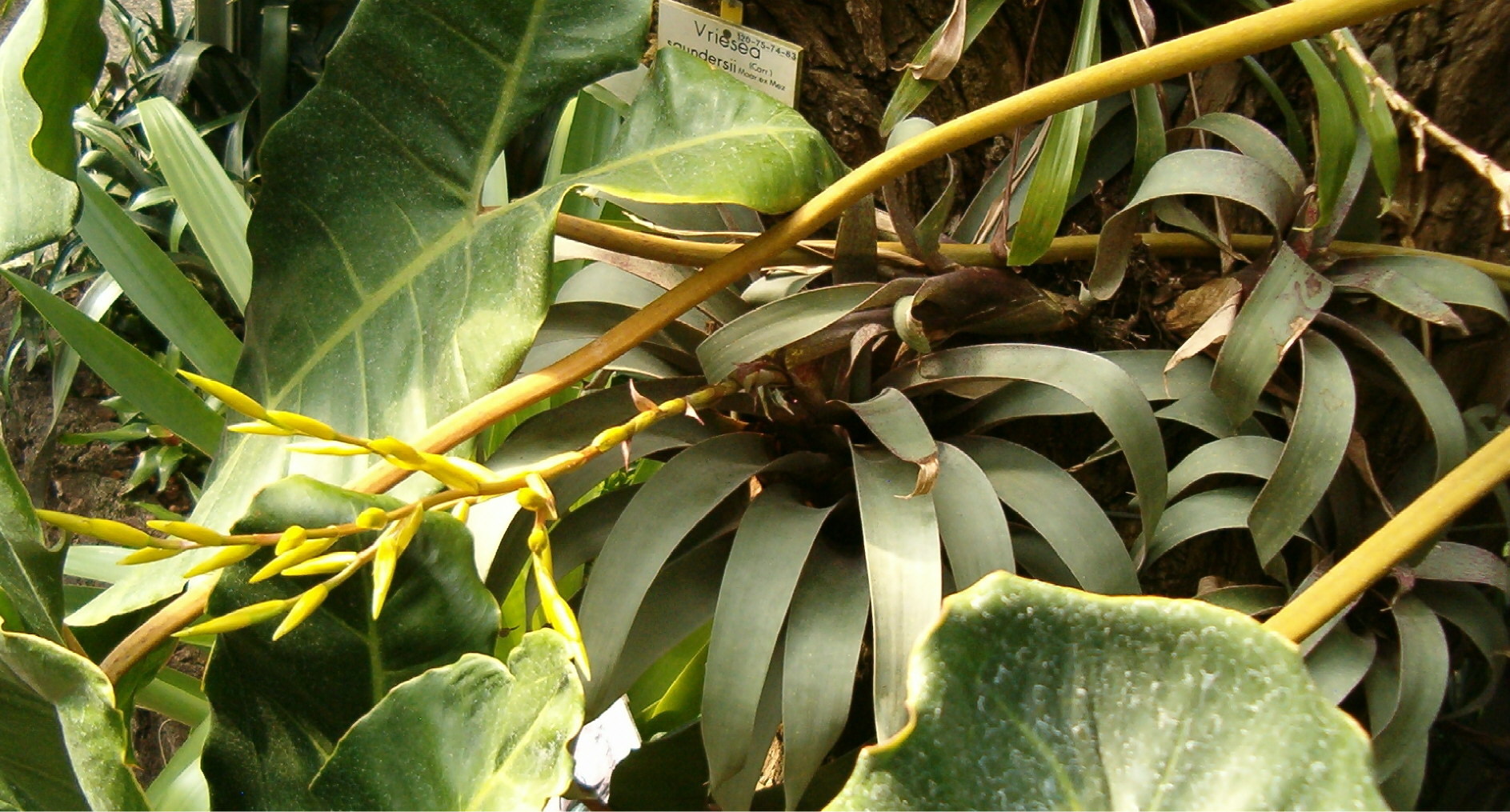
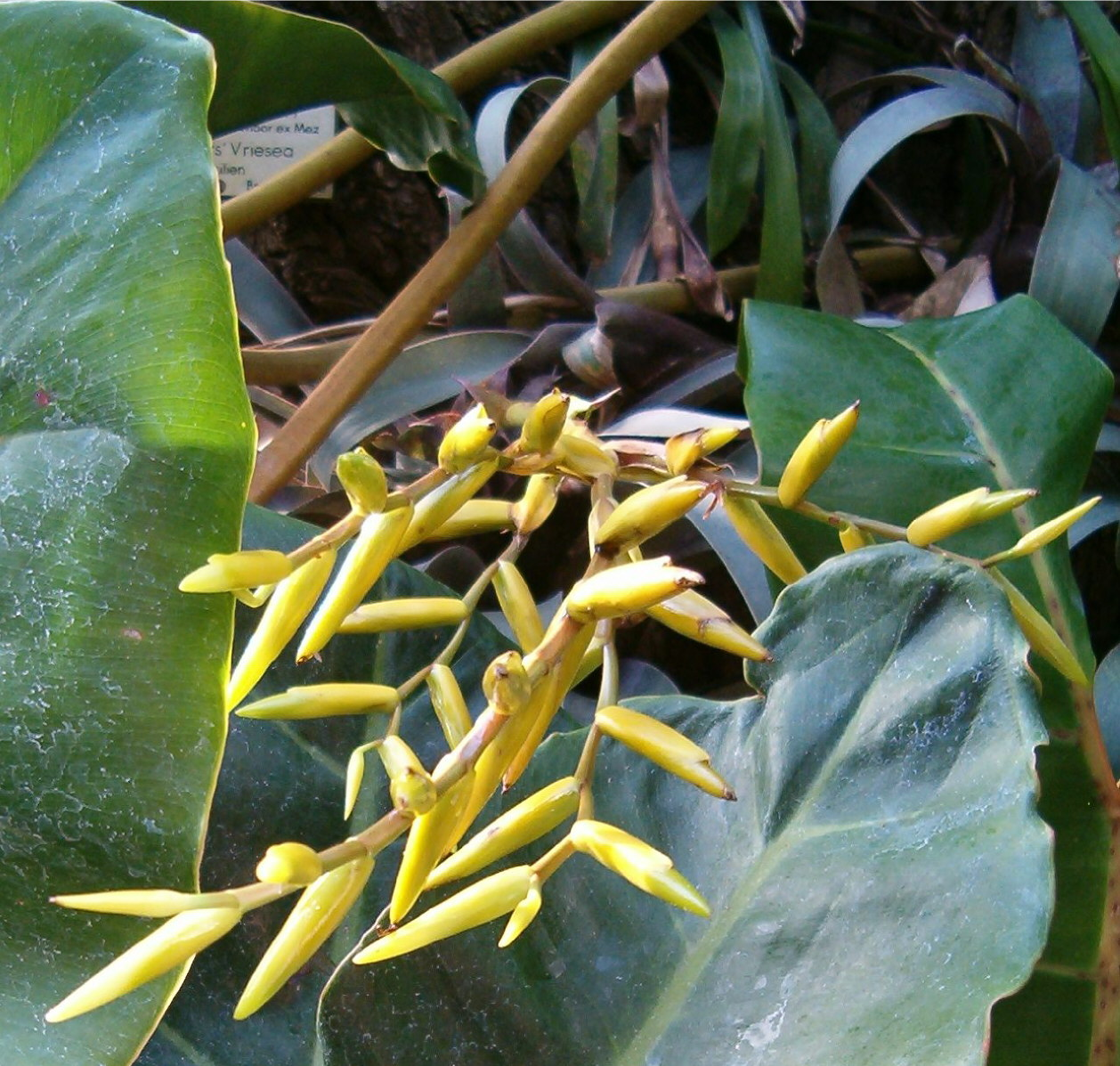
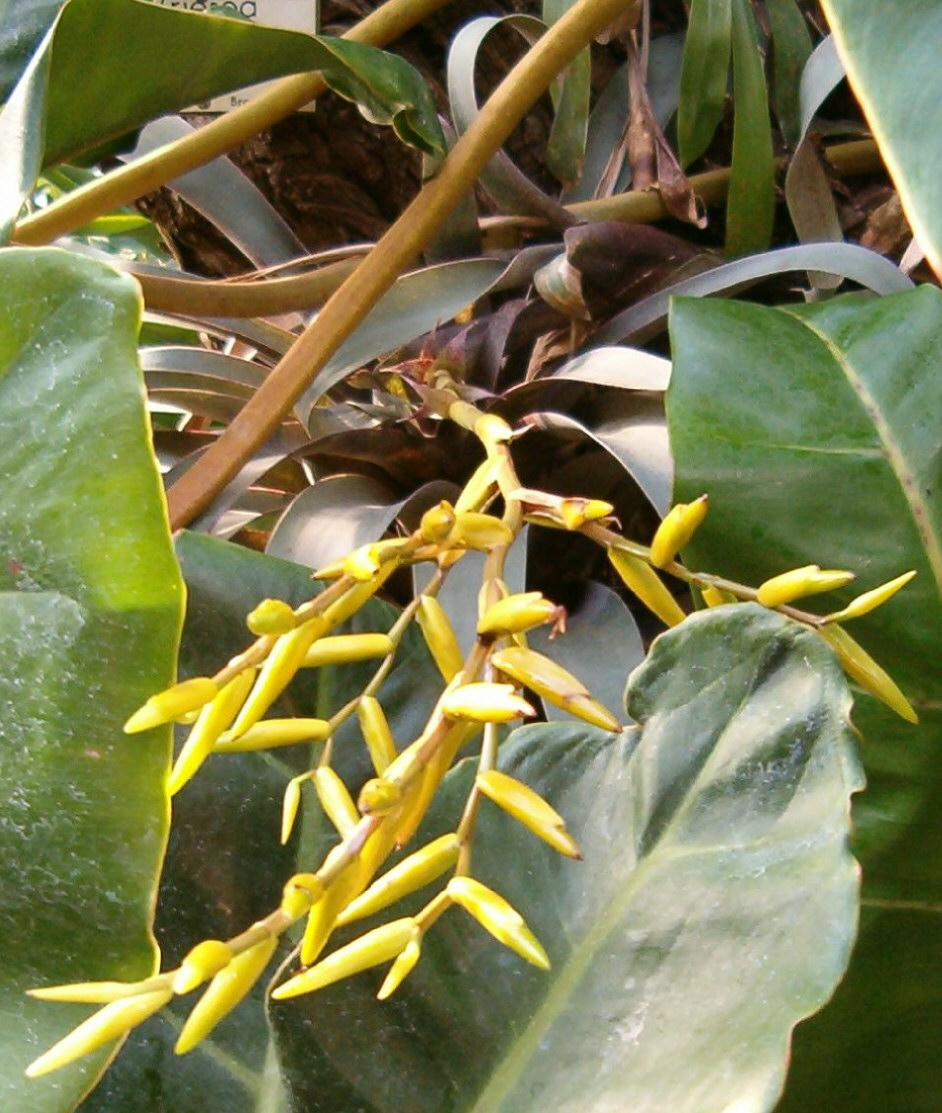